# Monticello (comté de Green, Wisconsin)
Pour les articles homonymes, voir Monticello (homonymie).
Monticello est un village du comté de Green, dans l'État du Wisconsin, aux États-Unis. En 2020, il comptait une population de 1 192 habitants.